# Кхари-боли
Кхари-боли (хинди खड़ी बोली, урду کھڑی بولی‎, [ˈkʰəɽiː ˈboːliː], IAST: khaṛī bolī — «нормированная, или правильная речь») — западнохиндийский идиом, распространённый в западной части штата Уттар-Прадеш, в окрестностях Дели в Индии и на юге Уттаракханда. Престижный диалект хиндустани, основа официальных вариантов хинди (литературный хинди) и урду, которые являются его функциональными стилями; литературный хинди — государственный язык Индии, а урду — Пакистана. В справочнике «Ethnologue» включён в состав хинди.
Носителями хиндустани часто воспринимается как сельский говор.
На основе делийского варианта кхари-боли сложился хиндустани, лингва-франка северной Индии, давший начало четырём литературным языкам:
- литературный хинди — государственный язык Индии;
- урду — государственный язык Пакистана;
- дакхни — исторический литературный язык региона Декан;
- рекхта — сильно персианизированный вариант хиндустани, ставший основой для урду.

Эти четыре формы вместе с санси-боли образуют наречие хиндустани (в узком смысле), входящее в кластер западный хинди.
Часто кхари-боли сравнивают с диалектом брадж, вторым крупным диалектом хиндустани, распространённом в западной части Уттар-Прадеша и окрестностей Дели. Одна из гипотез, объясняющих название «кхари» (стоящий), гласит, что это отсылка к «жёсткости и сельской неотёсанности» кхари-боли по сравнению со «сладкозвучным и мягким» браджем.
Хотя большинство лингвистов соглашаются с тем, что хиндустани произошёл от кхари-боли, неизвестен точный механизм диалектных изменений, которые превратили его в престижный диалект (к примеру, как именно были утеряны удвоенные согласные, столь распространённые в кхари-боли). Сам кхари-боли также разнороден; в середине двадцатого века индийский учёный Рахул Санкритьяян предложил разделить делийский кхари и говор крайнего запада Уттар-Прадеша, считая, что первый должен называться «кхари-боли», а второй — «каурави», в честь древнего царства Куру. Хотя обычно термины употребляются по-старому, ряд лингвистов воспринял эти изменения, называя «каурави» диалектный континуум, распространённый на территории с Сахаранпура до Агры. Санкритьяян утверждал, что диалект «каурви» является прародителем делийского кхари-боли, а также считал, что все говоры хиндустани следует перевести на деванагари, а персидскую письменность оставить.
Наиболее ранним примером кхари-боли являются сочинения Амира Дехлеви XVI века.
До кхари-боли престижными диалектами были бхактистские брадж кришнаитов, авадхи почитателей Рамы и майтхили вайшнавов Бихара. Однако после того, как бхактизм выродился в ритуальные культы, они стали восприниматься как сельские, а на кхари-боли говорили вокруг могольских дворцов, и перисианизированный кхари-боли стал престижным диалектом, несмотря на то, что на нём почти не создавалось литературных работ до колониального периода.
Британская администрация и христианские миссионеры сыграли важную роль в создании и распространении современного хиндустани, основанного на кхари-боли. В 1800 году Британская Ост-Индская компания основала Колледж Форт-Уильяма в Калькутте. Джон Гилкрист, президент колледжа, поощрял профессоров писать на своих родных языках, в том числе кхари-боли. Тогда были созданы Премсагар, «Сказание о Насикете» Садала Мишры, «Сукхсагар» Садасукхлала и «Повесть о рани Кетаки» Мунши Иншалла Хана. Более развитые формы кхари-боли появились в работах XVIII века — «Чханд Варнан Ки Махима» Гангабатта, «Йога-вашиштха» Рампрасада Ниранджани, «Гора бадал ки катха» Джатмала, «Мандовар ка варнан» анонимного автора, перевод «Джайн-падмапуран» Равишеначарьи (1824). С получением государственной поддержки диалект стал процветать, став основным языком литературы со второй половины XIX века. Постепенно из кхари-боли развился хиндустани, его начали преподавать в школах, на него перешли государственные органы.
Урду, сильно персианизированный вариант кхари-боли, заменил персидский на позиции литературного языка северной Индии к началу XX века. Однако ассоциации с мусульманами заставили индусов создать собственную санскритизированную версию хинди. После получения независимости Индией хинди стал государственным языком страны.